# Pachymerinus froggatti
Pachymerinus froggatti är en mångfotingart som beskrevs av Brolemann 1912. Pachymerinus froggatti ingår i släktet Pachymerinus och familjen storjordkrypare. Inga underarter finns listade i Catalogue of Life.